# Estação El Parque
A Estação El Parque é uma das estações do Biotrén, situada em San Pedro de la Paz, entre a Estação Costa Mar e a Estação Lomas Coloradas. Administrada pela Ferrocarriles del Sur (FESUR), faz parte da Linha 2.
Foi inaugurada em 30 de janeiro de 2017. Localiza-se no cruzamento da Rodovia Concepción-Lota com a Rua Uno.